# Zabłocie (powiat siedlecki)
Zabłocie – wieś w Polsce położona w województwie mazowieckim, w powiecie siedleckim, w gminie Wiśniew. Ma status sołectwa.
W jej okolicach przebiega linia kolejowa E 20 Moskwa – Berlin.
W 2012 roku liczba mieszkańców wsi wynosiła 197 osób.
W latach 1975–1998 miejscowość należała administracyjnie do województwa siedleckiego.
Wierni Kościoła rzymskokatolickiego należą do parafii św. Andrzeja z Awelinu w Radomyśli.